# Elle Fanning
Mary Elle Fanning (Conyers, 9. travnja 1998.) američka je glumica i mlađa sestra glumice Dakota Fanning. Elle je glumila princezu Auroru (Trnoružicu) u filmu Maleficent, filmu iz 2014. godine koji je režirao Robert Stromberg.

## Životopis
Elle je kći Joy Fanning, koja je bila profesionalni tenisač, i Stevea Fanninga, koji je igrao bejzbol u maloj ligi za St. Louis Cardinals, a sada radi kao prodavač u elektronskoj tvrtki u Los Angeles. Njegov djed po majci bio je igrač nogometnog Rick Arrington i njezina teta Jill Arrington je izvjestitelj za ESPN. Otac mlade glumice želio je da se zove Elle, ali majka je željela da ona bude Mary, pa otuda i ime Mary Elle Fanning, ali je poznatija kao Elle.
Elle je mlađa sestra također glumice Dakota Fanning. Elle je njemačkog i irskog podrijetla, a ona i njena obitelj su baptisti. Ona i njezina obitelj članovi su Južne baptističke konvencije. U vezi s vezom sa slavnom sestrom, prokomentirala je: "Mi smo normalne sestre. Idemo u školu i zabavljamo se zajedno ".

## Karijera
Karijeru započeo je glumeći u seriji Snimljeno u dobi od tri godine, glumeći "Allie Keys", a bio je lik Dakota Fanning u filmu Zaljubljena lekcija, opet kao lik Dakota Fanning "Lucy", s dvije godine.
Godine 2003., u dobi od četiri godine, Elle je od sestre dobila prvu neovisnu ulogu u komediji A Creche do Papai, igrajući zajedno s Eddiejem Murphyjem. Elle je postala jedno od najpopularnijih imena holivudskih strip filmova. Njezin talent nadahnut je kritikom, a na pitanje o svom prvom stvarnom glumničkom iskustvu, samo je odgovorila: " Volim glumu i volim raditi s Eddiejem Murphyjem ."
Ubrzo nakon što je snimila Daddy's Day Care, Elle je dobila ulogu "Ruth" u dramatičnoj Provokaciji, u kojoj glume zvijezde poput Jeff Bridges, Kim Basinger i Jon Foster. Glumačka poteškoća u ovom filmu bila je velika, a Elle je  imala sjajnu izvedbu u nekim vrlo intenzivnim i teškim scenama. Uloga je prvotno bila dizajnirana za jednojajčane blizance, ali Elle je impresionirala producente svojom izvedbom i sama dobila ulogu. Kasnije te godine, Elle je snimila film Moj najbolji prijatelj, zasnovan na popularnoj istoimenoj knjizi, igrajući "Slatka pita Toma", a također je sudjelovala u TV serijama, poputCSI: Miami i ocjenjivanje Amy.
Godine 2004., Elle je, među ostalim, radila neke manekenke za Bitty Baby, Luans Children's Haljine i Vogue Bambini. Snimila je i epizodu CSI: NY te se malo pojavila u neovisnom filmu Želim da netko jede sir. Elle je također snimila mali dio u također neovisnom PNOK-u, ali prije toga provela je tri mjeseca u Melbourneu u Australiji s Dakotom, snimajući film A Menina eo Porquinho .
Dakota glumi "Paprat", dok Elle u budućnosti čini izgled svoje unuke. Međutim, scene su na kraju izrezane. Sredinom 2005. godine, Elle igrao „Debbie”, kći Brad Pitt i Cate Blanchett u Oscar- pobjedničkom filmu Babel. Tijekom 2006. godine Elle je snimila The Nines i Déjà Vu te seriju Izgubljena soba. Elle je uslijedila s pozivom za sudjelovanje u popularnoj seriji House i mnogim drugim projektima za istu godinu, uključujući Zakon i red: Posebna jedinica za žrtve. U siječnju 2007. Elle je sudjelovala na Sundance Film Festivalu, promovirajući filmThe Nines, u kojima je naučio znakovni jezik. Izdani sudbinom i Gideonov dar snimljeni su iste godine, u kojoj je Elle i dalje počela pucati u uragan Mary .
Krajem 2006. godine Elle je igrala nekoliko uloga. Prva u izdanju Sudbine, glumi "Emmu Learner", kćer "Ethana Learnera" (Joaquin Phoenix) i "Grace Learner" (Jennifer Connelly). Film se bavi posljedicama tragične prometne nesreće u kojoj je ubijen "Emmin brat". 2008. igrao je malu ulogu u znatiželjnom slučaju Benjamina Buttona, kao "Daisy" (Cate Blanchett), u dobi od sedam godina. Sredinom 2007. godine Elle je snimila  Djevojku u zemlji čudesa, glumeći glavnu ulogu, "Phoebe Lichten".
Film je fantastična priča o djevojci koja se mora ili ne mora pridržavati pravila, a glumi i Felicity Huffman. Od srpnja do listopada 2007. Elle je snimala Nutcracker: The Untold Story, glumeći "Mary". Film se odvija u Beču 1920. godine i govori o djevojčici čiji joj kum na Badnjak daje posebnu lutku. Elle je ovaj film snimala u Budimpešti u Mađarskoj. U ožujku 2008. godine smatralo se da su Elle i njezina sestra Dakota glumile u filmu Čuvarica moje sestre, što se nije dogodilo kad je Dakota znala da će morati brijati kosu. Zatim su ih odmah zamijenili Abigail Breslin i Sofia Vassilieva.
Raznolikost časopis izvijestio je u travnju 2009. godine da je Elle  mlada zvijezda u novom filmu Oscar- pobjednički scenarij Sofia Coppola. Novi film zove se Somewhere. Centralna radnja vrti se oko glumca lošeg momka koji je prisiljen preispitati svoj život kad njegova kći, Ellina uloga, neočekivano stigne.
Godine 2012., objavljen je igrani film Ginger & Rosa, gdje je Elle glumila zajedno s Alice Englert. Film je režirala engleska redateljica Sally Potter.
Godine 2013., počela je snimati procese za film Maleficent zajedno s Angelinom Jolie. Fanning je glumila zajedno s Angelinom Jolie u filmu Walt Disney iz 2014. godine, Zlurada, redatelja Roberta Stromberga. Jolie je glumila Maleficenta, dok je Fanning glumila princezu Auroru, Trnoružicu. Iste godine pojavila se u neovisnoj znanstvenoj fantastici Young Ones i glumila u biografskom Low Down, o životu jazz pijanista Joea Albanyja, u kojem igra ulogu Albanyjeve kćeri Amy-Jo, čija je perspektiva priče ispričana .
2015. Fanning je glumio u filmu Trumbo Jaya Roacha kao kćer Daltona Trumba Nikolu (Bryan Cranston) i glumio u 3 generacije (prije poznate kao About Ray), zajedno s Naomi Watts i Susan Sarandon, glumeći ulogu mladi transseksualac.
2016. godine pojavila se kao Jesse u psihološkom trileru Neonski demon, redatelja Nicolasa Windinga Refna. Film je svjetsku premijeru imao na Filmski festival u Cannesu u svibnja 2016. Objavljen je 24. lipnja 2016. i loše je prošao na kino blagajnama. Iste godine pojavila se u Mike Millsu iz 20. stoljeća, nasuprot Greti Gerwig i Annette Bening. Film je imao svjetsku premijeru na New York Film Festivalu 8. listopada 2016., a ograničeno izdanje započeo je 28. prosinca 2016. Tada je glumila u drami Bena Afflecka iz razdoblja zabrane Live by Night koja objavljen je 25. prosinca 2016.
2017. Fanning se pojavio u dugometražnom igranom filmu Shawna Christensena, The Vanishing of Sidney Hall, koji je debitirao 25. siječnja na Sundance Film Festivalu. Iste godine Fanning se pojavio i u britansko-američkoj znanstveno-fantastičnoj seriji Johna Camerona Mitchella "Kako razgovarati s djevojkama na zabavama" (temeljenoj na kratkoj priči Neila Gaimana) u filmu "Beguiled" Sofije Coppola u irsko-američkom romanu. film Mary Shelley u režiji Haifaa al-Mansour i video isječak za singl "Dobro jutro", Grouplove.
Godine 2019. počeo je promovirati dva nova filma "Teen Spirit" Maxa Minghelle i "Kišni dan u New Yorku" Woodyja Allena. Iste je godine izabrana za člana žirija na Filmski festival u Cannesu.
2020. godine, nakon 19 godina, sa svojim sestrom dijeli veliko platno, po prvi puta glumeći dva različita lika u The Nightingale. Temeljen na istoimenom bestseleru Kristin Hannah, priča o dvije mlade francuske sestre koje tijekom Drugog svjetskog rata pokušavaju preživjeti nacističku okupaciju i sakriti židovsku djecu.

## Filmografija

### Film
| Godina | Film                                | Uloga                  | Direktor                       | Bilješke     |
| ------ | ----------------------------------- | ---------------------- | ------------------------------ | ------------ |
| 2001.  | Ja sam Sam                          | Young Lucy Dawson      | Jessie Nelson                  |              |
| 2003.  | Daddy Day Care                      | Jamie                  | Steve Carr                     |              |
| 2004.  | The Door in the Floor               | Ruth Cole              | Tod Williams                   |              |
| 2005.  | Because of Winn-Dixie               | Sweetie Pie Thomas     | Wayne Wang                     |              |
| 2005.  | My Neighbor Totoro                  | Mei Kusakabe (voice)   | Hayao Miyazaki                 | Engleski dub |
| 2005.  | P.N.O.K.                            | Rebecca Bullard        | Carolyn McDonald               | Kratki film  |
| 2006.  | Déjà Vu                             | Abbey                  | Tony Scott                     |              |
| 2006.  | Babel                               | Debbie Jones           | Alejandro González Iñárritu    |              |
| 2006.  | I Want Someone to Eat Cheese With   | Penelope               | Jeff Garlin                    |              |
| 2007.  | Day 73 with Sarah                   | Sarah                  | Brent Hanley                   | Kratki film  |
| 2007.  | The Nines                           | Noelle                 | John August                    |              |
| 2007.  | Reservation Road                    | Emma Learner           | Terry George                   |              |
| 2008.  | The Curious Case of Benjamin Button | Daisy Fuller (Age 7)   | David Fincher                  |              |
| 2008.  | Phoebe in Wonderland                | Phoebe Lichten         | Daniel Barnz                   |              |
| 2009.  | Astro Boy                           | Grace (voice)          | David Bowers                   |              |
| 2010.  | The Nutcracker in 3D                | Mary                   | Andrei Konchalovsky            |              |
| 2010.  | Somewhere                           | Cleo                   | Sofia Coppola                  |              |
| 2011.  | The Curve of Forgotten Things       | Girl                   | Todd Cole                      | Kratki film  |
| 2011.  | Super 8                             | Alice Dainard          | J.J. Abrams                    |              |
| 2011.  | Twixt                               | V                      | Francis Ford Coppola           |              |
| 2011.  | We Bought a Zoo                     | Lily Miska             | Cameron Crowe                  |              |
| 2012.  | Ginger & Rosa                       | Ginger                 | Sally Potter                   |              |
| 2012.  | Leaning Toward Solace               | Sara                   | Floria Sigismondi              | Kratki film  |
| 2014.  | Young Ones                          | Mary Holms             | Jake Paltrow                   |              |
| 2014.  | Low Down                            | Amy-Jo Albany          | Jeff Preiss                    |              |
| 2014.  | Zlurada                             | Auroru                 | Robert Stromberg               |              |
| 2014.  | The Boxtrolls                       | Winnie (voice)         | Graham Annable Anthony Stacchi |              |
| 2015.  | Trumbo                              | Nikola Trumbo          | Jay Roach                      |              |
| 2015.  | 3 Generations                       | Ray                    | Gaby Dellal                    |              |
| 2016.  | The Neon Demon                      | Jesse                  | Nicolas Winding Refn           |              |
| 2016.  | 20th Century Women                  | Julie Hamlin           | Mike Mills                     |              |
| 2016.  | Ballerina                           | Félicie Lavois (voice) | Éric Summer Éric Warin         |              |
| 2016.  | Live by Night                       | Loretta Figgis         | Ben Affleck                    |              |
| 2017.  | The Vanishing of Sidney Hall        | Melody Jameson         | Shawn Christensen              |              |
| 2017.  | How to Talk to Girls at Parties     | Zan                    | John Cameron Mitchell          |              |
| 2017.  | The Beguiled                        | Alicia                 | Sofia Coppola                  |              |
| 2017.  | Mary Shelley                        | Mary Shelley           | Haifaa al-Mansour              |              |
| 2018.  | I Think We're Alone Now             | Grace                  | Reed Morano                    |              |
| 2018.  | Galveston                           | Rocky                  | Mélanie Laurent                |              |
| 2018.  | Teen Spirit                         | Violet                 | Max Minghella                  |              |
| 2019.  | A Rainy Day in New York             | Ashleigh Enright       | Woody Allen                    |              |
| 2019.  | Maleficent: Mistress of Evil        | Aurora                 | Joachim Rønning                |              |
| 2020.  | The Roads Not Taken                 | Molly                  | Sally Potter                   |              |
| 2020.  | All the Bright Places               | Violet Markey          | Brett Haley                    |              |

### Filmski festival u CannesuTelevizija
| Godina        | Film                              | Uloga               | Bilješke             |
| ------------- | --------------------------------- | ------------------- | -------------------- |
| 2002.         | Taken                             | Allie Keys          | "Charlie and Lisa"   |
| 2003.         | Judging Amy                       | Rochelle Cobbs      | "Maxine Interrupted" |
| 2003.         | CSI: Miami                        | Molly Walker        | "Death Grip"         |
| 2004.         | CSI: NY                           | Jenny Como          | "Officer Blue"       |
| 2006.         | House                             | Stella Dalton       | "Need to Know"       |
| 2006.         | Law & Order: Special Victims Unit | Eden                | "Cage"               |
| 2006.         | The Lost Room                     | Anna Miller         | 3 epizode            |
| 2006. – 2007. | Criminal Minds                    | Tracy Belle         | 2 epizode            |
| 2007.         | Dirty Sexy Money                  | Kiki George         | "Pilot"              |
| 2008.         | City Seventeen                    | Samantha Page       | 2 epizode            |
| 2014.         | HitRecord on TV                   | Daughter            | "RE: The Number One” |
| 2020.         | The Disney Family Singalong       | Herself             | Televizija posebna   |
| 2020.–present | The Great                         | Catherine the Great | 10 epizode           |

## Vanjske poveznice
- Elle Fanning u internetskoj bazi filmova IMDb-u
- Elle Fanning na Instagram